# Exempli gratia
E. g. (exempli gratia, pronunciat /ek'sempli 'gratia/) és una abreviatura llatina que s'empra sovint en l'escriptura en anglès, especialment amb finalitats didàctiques.
Exempli gratia és una locució llatina que significa literalment ‘donat com a exemple’.
Fora de contextos anglòfons alguns autors, com José Martínez de Sousa, recomanen no usar exempli gratia, per no ser una expressió habitual.
És equivalent a l'abreviatura p. ex. (per exemple) utilitzada en català, o v. gr. (verbi gratia), 